# Bueno Brandão
Bueno Brandão é um município brasileiro do estado de Minas Gerais, na microrregião de Pouso Alegre. Sua população em 2022 segundo o recenseamento do IBGE, era de 10 911 habitantes. A área é de 356,150 km² e a densidade demográfica, de 30,6 hab/km². Sua principal atração é o turismo ecológico, principalmente por suas cachoeiras. Entre elas as consideradas mais bonitas são: do Luís, do Félix e do Machado II.
O nome Bueno Brandão - em homenagem a Júlio Bueno Brandão - é o quarto nome da localidade, que também já fora chamada de: Bom Jesus da Pedra Fria, das Antas e Campo Místico. Note-se que Campo Místico ainda é usado informalmente. Em 2007 o prefeito tentou mudar o nome novamente para Campo Místico, mas em um plebiscito realizado na cidade, os habitantes decidiram pela continuação do nome Bueno Brandão, havendo ainda na cidade um bairro chamado Jardim Campo Místico.
Seu território pertencia a Ouro Fino, da qual foi desmembrado a 17 de dezembro de 1938 pelo decreto-lei 148; em 1 de junho de 1850 a lei 471 elevou o curato do Bom Jesus do Ribeirão das Antas a paróquia, com a denominação de Senhor Bom Jesus do Campo Místico [Bueno Brandão. p. 60 in: Barbosa, Waldemar de Almeida, 1995. Dicionário histórico geográfico de Minas Gerais. Belo Horizonte, Itatiaia, 382 p. 2.ed. (Reconquista do Brasil, 2.a Série, 181)].
Os municípios limítrofes são Ouro Fino e Inconfidentes a norte, Bom Repouso e Senador Amaral a leste, Munhoz a sul, Socorro (São Paulo) a oeste e Monte Sião a noroeste.

## Geografia
Bueno Brandão está localizado na Serra da Mantiqueira, com altitudes de até 1600m (sede municipal a 1200m). Apresenta um clima temperado oceânico  (Cfb de acordo com a classificação climática de Köppen-Geiger), com média anual de 16,5 °C, com máxima no verão de 32 °C e mínimas de até -4 °C nos invernos mais rigorosos.
A vegetação é em boa parte de mata perenifólia e subcaducifólia (mata atlântica), com pequenos trechos de banhados, de vegetação rupícola (sobre os matacões de granito) e de cerrado; entre as plantas mais típicas da região estão o "mamãozinho-do-mato" Carica quercifolia, Caricaceae, e a "saborosa" Selenicereus setaceus, Cactaceae, ambas produtoras de frutos comestíveis (C. L. Paiva, comunicação pessoal). Ver Carica e Selenicereus.

### Rodovias
A principal rodovia que corta o município é a MG-295.

## Paróquia
A Paróquia do Senhor Bom Jesus, foi fundada por volta de 1820 com elevação a paróquia em 1850, na época uma Capela, dedicada ao Senhor Bom Jesus da Pedra Fria, imagem trazida por um frei português à cidade. A Paróquia pertence à Arquidiocese de Pouso Alegre.
Na Paróquia a qual é de fiel tradição popular, se passou os Frades Capuchinhos nos anos de fundação, e mais tarde, os Sacerdotes da Diocese. Uma das questões mais importantes foi a Reforma da Igreja Matriz em 1962, que ao invés de restaurar-se, reformou-se a Igreja, retirando grande parte de patrimônio público, como altares, retábulos, órgão, paramentos litúrgicos, púlpitos e outros bens que por hoje seriam impossíveis de se retirar por se declararem patrimônio.
Atualmente, a Paróquia do Senhor Bom Jesus tem 162 anos de fundação, sendo fundada a 21 de Dezembro de 1850. Seu Pároco é o Reverendíssimo Padre João Batista Neto, natural de Caldas e possuí como Vigário Paroquial o Reverendíssimo Padre Benedito Ferreira da Costa, natural de Cambuí.
Constam na Paróquia 4 Setores na Cidade e 30 Capelas Rurais, os quais os sacerdotes prestam serviços pastorais.
São divididos nestes setores:
Urbanos:
- Paróquia do Senhor Bom Jesus
- Igreja São Benedito
- Recanto Santa Luzia
- Capela da Mãe Rainha

Rurais:
- Boa Vista dos Barbosas
- Boa Vista dos Crispins
- Boa Vista dos Pedros
- Boa Vista dos Vicentes
- Bom Jardim de Cima
- Cachoeira dos Félix
- Cachoeira dos Luís
- Cafundó de Baixo
- Cafundó do Meio
- Campo Grande
- Cardosos
- Ciganos
- Dois Irmãos
- Esmeril
- Estevão Martins
- Fidêncios
- Furnas
- Guabiroba
- Jardim
- Malacacheta
- Nunes
- Piquiras
- Ponte Alta
- Ponte Nova
- Rodrigues
- Santa Laura
- Santana
- Santa Rita
- Sertãozinho
- Vargem Grande

Na cidade há também a festa do Senhor Bom Jesus, comemorada a 6 de agosto, no dia da Transfiguração de Jesus.

### Comércio da cidade.
- Supermercado O Vantajoso
- Vinho Fidêncio
- Agropecuária Ouro Branco
- Lojas IM
- Móveis Bueno Brandão
- Casa de carnes Serrinha.